# Vườn quốc gia Serpentine
Vườn quốc gia Serpentine là một vườn quốc gia ở Tây Úc, Úc.